# Pippo Corigliano
Giuseppe Corigliano, conocido como Pippo Corigliano (Nápoles, 31 de mayo de 1942 - Roma, 8 de junio de 2024) fue un periodista, escritor e ingeniero eléctrico italiano. Fue portavoz de la Prelatura del Opus Dei en Italia (1970- 2011).

## Biografía
Nacido en Nápoles en 1942, después de asistir a la escuela secundaria estatal Jacopo Sannazaro, se graduó en ingeniería eléctrica en la Universidad de Nápoles Federico II. Posteriormente se matriculó en la Escuela de Periodismo, dedicándose  profesionalmente a esta carrera.
Solicitó su admisión en el Opus Dei el 1 de septiembre de 1960, a la edad de dieciocho años, como numerario. Conoció al fundador de esta institución, Josemaría Escrivá. Después de diez años en su ciudad natal, donde dirigió el centro local, se trasladó primero a Milán y luego a Roma, donde residió hasta su fallecimiento.
En 1970 fue nombrado Director de Comunicación en Italia del Opus Dei y como tal participó personalmente en varios hechos importantes de la historia de la Obra, como la constitución de la misma como Prelatura personal (1982) o la canonización de Josemaría Escrivá (2002), colaborando también con Rai Vaticano. También estuvo al frente de la respuesta a las diversas acusaciones formuladas contra el Opus Dei a lo largo de los años: de particular interés fue el enfrentamiento televisado con Ferruccio Pinotti (autor del libro de investigación sobre el Opus Dei) y en la crítica del libro y la película El Código Da Vinci de Dan Brown.
Amigo de figuras relevantes en Italia, como Indro Montanelli, Vittorio Messori, Ettore Bernabei y Leonardo Mondadori, al que guio en su camino de conversión espiritual.
Se jubiló en 2011. Desde entonces, además de dedicarse a la carrera de escritor, creando diversas obras sobre su relación con la fe, se dedicó al asesoramiento, formación y comunicación de otras entidades y asociaciones afiliadas al Opus Dei, como el Campus Bio-Médico o el IPE de Nápoles.

## Publicaciones
- "Cuando Dios está contento El secreto de la felicidad", Madrid, Rialp, 2013, 181 pp., ISBN: 9788432143182. Traducido del original italiano "Quando Dio è contento: il segreto della felicità", Milano, Mondadori, 2013, 118 pp.; ISBN: 9788804626787.
- "Un lavoro soprannaturale: la mia vita nell'Opus Dei", Milano, Mondadori, 2008, 129 pp.; ISBN: 9788804584223.[11]

## Publicaciones sobre él
- De Lucia Lumeno, Giuseppe, Giuseppe Corigliano: l'uomo che preferiva il paradiso, Roma, Edicred, 2024, 1ª, 118 pp.